# Gobiconodon hoburensis
A Gobiconodon hoburensis az emlősök (Mammalia) osztályának a Gobiconodonta rendjébe, ezen belül a Gobiconodontidae családjába tartozó faj.

## Tudnivalók
A Gobiconodon hoburensis fajt eddig csak két országban fedezték fel, Mongóliában (Khoboor Beds) és Oroszországban (Szibéria). A Gobiconodon-fajok közül ez volt a legkisebb testű. Az állat az apti korszaktól az albai korszakig élt, vagyis 125 - 99,6 millió évvel ezelőtt.
A két lelőhelyről összesen 21 felső- és alsó állkapocs került elő. A holotípus: PIN 3101/24.

### Fordítás
Ez a szócikk részben vagy egészben  a   Gobiconodon című angol Wikipédia-szócikk fordításán alapul.  Az eredeti cikk szerkesztőit annak laptörténete sorolja fel. Ez a jelzés csupán a megfogalmazás eredetét és a szerzői jogokat jelzi, nem szolgál a cikkben szereplő információk forrásmegjelöléseként.